# Anoplistes forticornis
Anoplistes forticornis är en skalbaggsart som beskrevs av Edmund Reitter 1901. Anoplistes forticornis ingår i släktet Anoplistes och familjen långhorningar.
Artens utbredningsområde är Kazakstan. Inga underarter finns listade i Catalogue of Life.